# 21743 Michaelsegal
21743 Michaelsegal è un asteroide della fascia principale. Scoperto nel 1999, presenta un'orbita caratterizzata da un semiasse maggiore pari a 2,5880245 UA e da un'eccentricità di 0,0515668, inclinata di 5,75875° rispetto all'eclittica.